# Egyéni szabad program szinkronúszás a 2016-os úszó-Európa-bajnokságon
A 2016-os úszó-Európa-bajnokságon a szinkronúszás egyéni szabad programjának selejtezőjét május 9-én délelőtt, a döntőjét pedig másnap, május 10-én délután rendezték a London Aquatics Centreben.

## Versenynaptár
Az időpontok helyi idő szerint olvashatóak (GMT +00:00).
| Dátum                 | Időpont | Forduló   |
| --------------------- | ------- | --------- |
| 2016. május 9., hétfő | 9:00    | Selejtező |
| 2016. május 10., kedd | 16:30   | Döntő     |

## Eredmény
Zölddel kiemelve a döntőbe jutottak
| #  | Versenyző                     | Ország                   | Selejtező | Selejtező | Döntő   | Döntő   |
| #  | Versenyző                     | Ország                   | Pontok    | Rangsor   | Pontok  | Rangsor |
| -- | ----------------------------- | ------------------------ | --------- | --------- | ------- | ------- |
|    | Natalja Iscsenko              | Oroszország (RUS)        | 95,9667   | 1         | 96,4000 | 1       |
|    | Anna Volosina                 | Ukrajna (UKR)            | 92,8000   | 2         | 93,4000 | 2       |
|    | Linda Cerruti                 | Olaszország (ITA)        | 90,1000   | 3         | 89,4333 | 3       |
| 4  | Cristina Salvador González    | Spanyolország (ESP)      | 89,3333   | 4         | 89,2333 | 4       |
| 5  | Evangelia Platanioti          | Görögország (GRE)        | 88,0000   | 5         | 88,9667 | 5       |
| 6  | Estel-Anaïs Hubaud            | Franciaország (FRA)      | 85,2333   | 6         | 85,6667 | 6       |
| 7  | Anastasia Gloushkov Leventhal | Izrael (ISR)             | 85,2000   | 7         | 85,5667 | 7       |
| 8  | Vasiliki Pagona Alexandri     | Ausztria (AUT)           | 82,7000   | 8         | 83,6333 | 8       |
| 9  | Sascia Kraus                  | Svájc (SUI)              | 81,6667   | 10        | 82,8000 | 9       |
| 10 | Olivia Federici               | Egyesült Királyság (GBR) | 82,0333   | 9         | 82,0667 | 10      |
| 11 | Margot de Graaf               | Hollandia (NED)          | 79,0000   | 11        | 80,4333 | 11      |
| 12 | Marlene Bojer                 | Németország (GER)        | 77,8667   | 12        | 78,7667 | 12      |
|    |                               |                          |           |           |         |         |
| 13 | Lara Mechnig                  | Liechtenstein (LIE)      | 77,3667   | 13        |         |         |
| 14 | Defne Bakırcı                 | Törökország (TUR)        | 75,7333   | 14        |         |         |
| 15 | Rebecca Domika                | Horvátország (CRO)       | 74,6000   | 15        |         |         |
| 16 | Eliška Skácalová              | Csehország (CZE)         | 74,2000   | 16        |         |         |
| 17 | Zlatina Dimitrova             | Bulgária (BUL)           | 69,0667   | 17        |         |         |
| 18 | Nea Hannula                   | Finnország (FIN)         | 68,5000   | 18        |         |         |
| 19 | Nevena Dimitrijević           | Szerbia (SRB)            | 68,3333   | 19        |         |         |
| 20 | Ana Isabel Baptista           | Portugália (POR)         | 67,2000   | 20        |         |         |